# Кейв Джонсън
Кейв Джонсън (на английски: Cave Johnson, 11 януари 1793 – 23 ноември 1866) е член на конгреса на САЩ за 14 години от страната на Демократическата партия. Бива избран за изпълнително лице на пощенските служби по време на мандата на Джеймс Полк (1845 – 1849). Роден е в окръг Робъртсън, Тенеси и умира от скорбут в Кларксвил, Тенеси.
По времето на неговия мандат като пощенски главен секретар, той променя плащането на пощенските услуги чрез въвеждане на пощенската марка през 1847. Допринася също за слагането на улични пощенски кутии в градските зони. Назначен е за президент на банката в Тенеси от 1854 до 1860.